# Collectie Kremer
De collectie Kremer is een uitgelezen particuliere kunstverzameling van George en Ilone Kremer. Deze bestond in 2008 uit ongeveer vijftig schilderijen uit de Nederlandse Gouden Eeuw en de Vlaamse barokschilderkunst. In 2017 was dit aantal gegroeid tot 74 en in 2025 stond de teller op 97. 

## Collectie
George Kremer werd in 1950 in Amsterdam geboren uit voor het nationaalsocialisme uit Duitsland gevluchte Joodse ouders. Als tienjarige jongen bezocht Kremer bij een schools uitstapje het Rijksmuseum te Amsterdam en raakte er sterk onder de indruk van Rembrandts schilderij Het Joodse Bruidje welk beeld sindsdien op zijn netvlies gebrand bleef. Dat bijzondere moment betekende het begin van zijn jongensdroom ooit zelf een Rembrandt te bezitten. Nadat hij een vermogen had vergaard in de olie-industrie en in New York zijn hernieuwde belangstelling was gewekt door een veiling van oude meesters, leidde de Maastrichtse kunsthandelaar Robert Noortman hem vanaf 1995 in de kunstwereld in en adviseerde hem bij het aanleggen van een kunstverzameling van Nederlandse en Vlaamse meesters uit de 17e eeuw.
In 2017 omvatte de collectie 74 werken uit de Nederlandse schilderkunst in de Gouden Eeuw en Vlaamse barokschilderkunst van onder anderen Rembrandt van Rijn, Gerrit Dou, Frans Hals, Pieter de Hooch, Hendrick ter Brugghen, Gerrit van Honthorst, Michael Sweerts, Adriaen Brouwer, Abraham Janssens, Theodoor Rombouts en Frans Pourbus (II). Het beheer van de collectie is in handen van Aetas Aurea Holding SA (AAH).

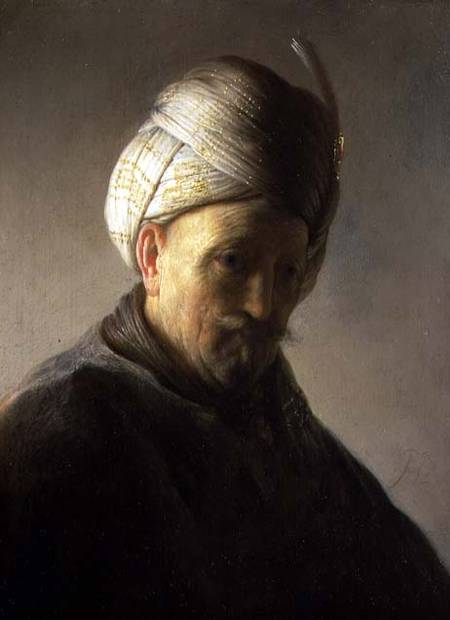
Borststuk van een man met een tulband van Rembrandt van Rijn, ±1628.
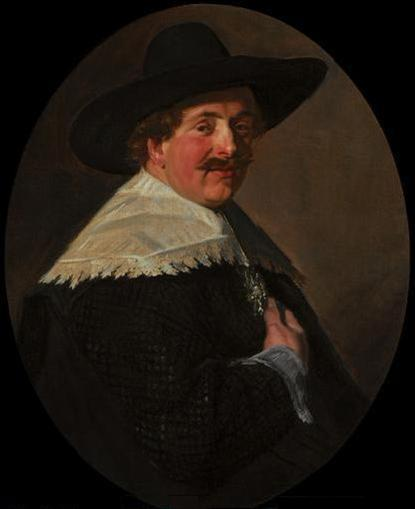
Portret van een man met een hoed van Frans Hals, ±1630.
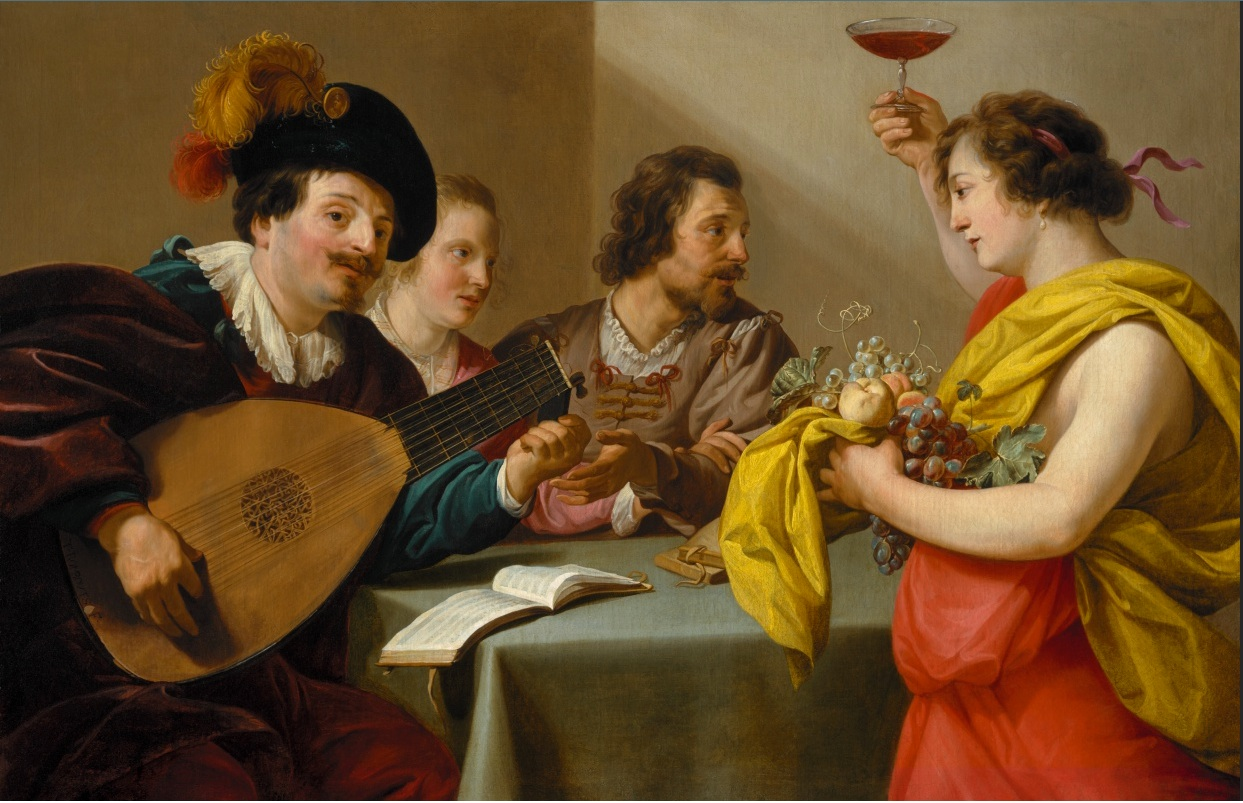
Muzikaal gezelschap met Bacchus van Theodoor Rombouts, ±1630.
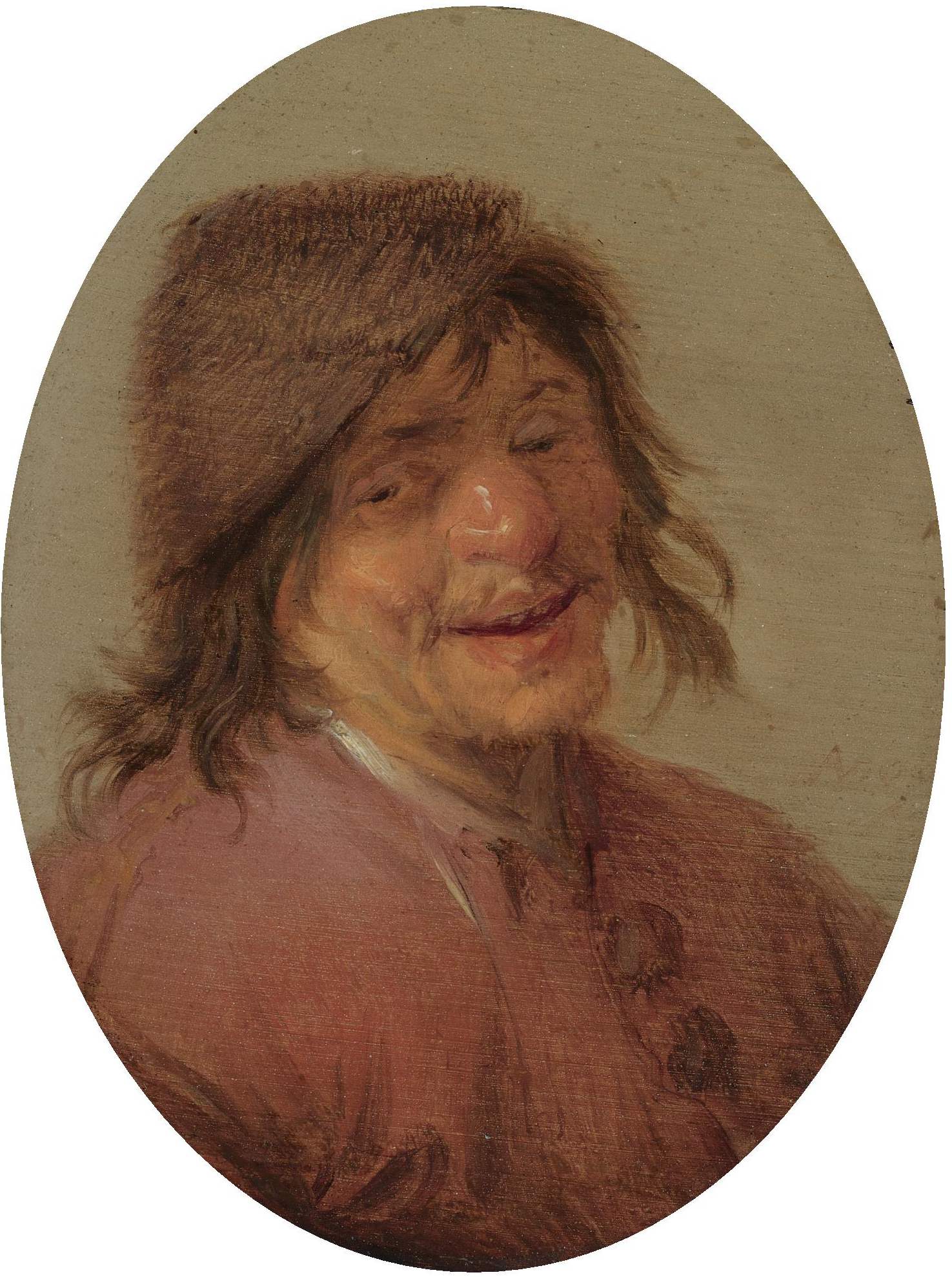
Kop van een lachende boer van Adriaen van Ostade, ±1645.
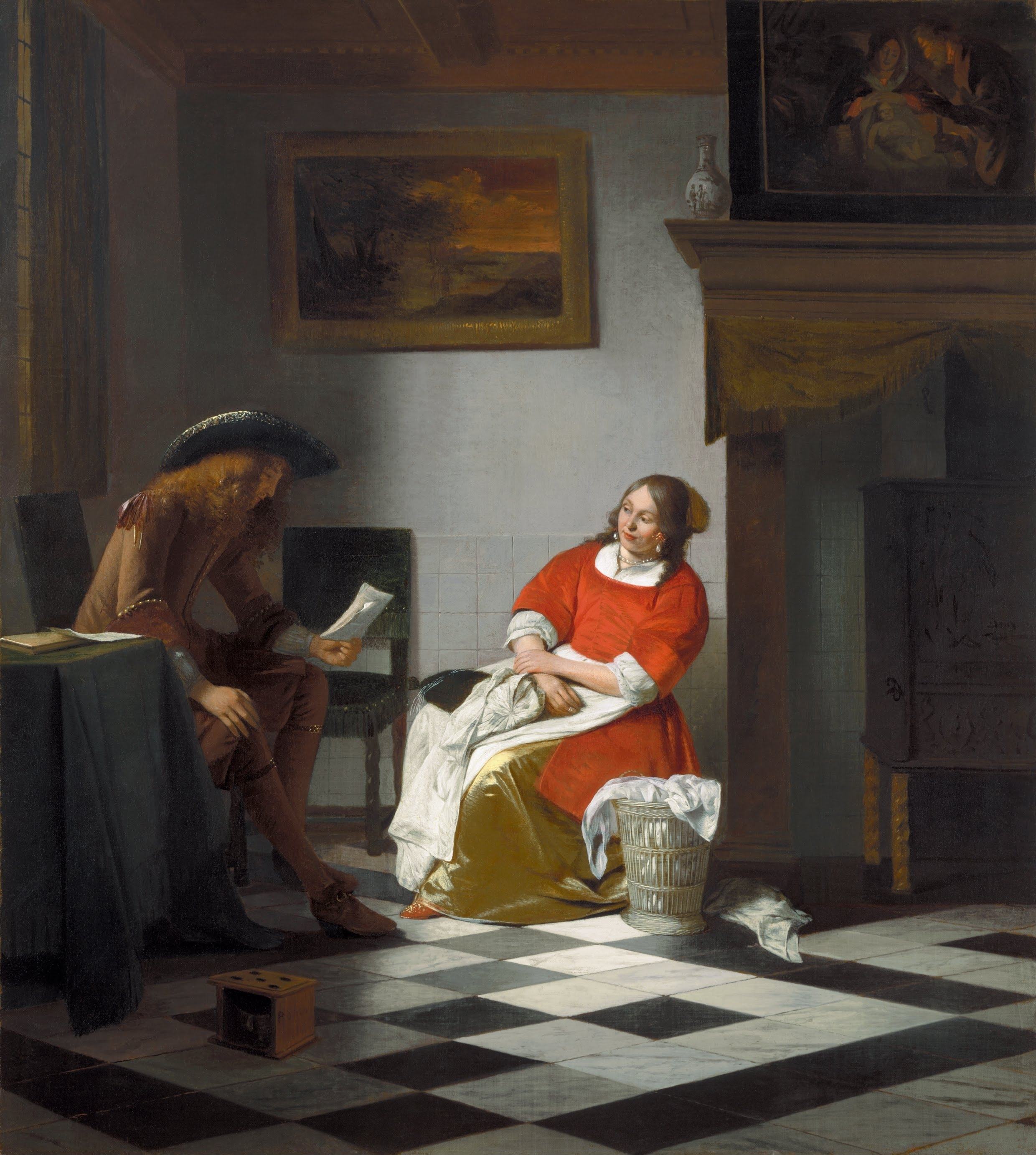
Interieur met een man die een brief leest en een vrouw met naaiwerk van Pieter de Hooch, ±1675.

## Ontsluiting
De collectie wordt openbaar gemaakt door bruiklenen aan musea en door reizende tentoonstellingen, die bijvoorbeeld in Keulen in het Wallraf-Richartz-Museum en in Kassel in Schloss Wilhelmshöhe te zien waren.
In 2009 was de tentoonstelling Rembrandt, een jongensdroom te zien in het Frans Hals Museum in Haarlem. Begin 2010 kreeg het Amsterdamse Rembrandthuis voor twee jaar een meesterwerk van Rembrandt in bruikleen. Dit schilderij: Borststuk van een man met een tulband uit 1627-28 werd getoond in de voormalige slaapkamer van Rembrandt.
Virtueel museum
In oktober 2017 werd de opening aangekondigd van het Kremer Museum, ontworpen door architect Johan van Lierop en uitsluitend toegankelijk door middel van virtual reality-technologie. Hiervoor zijn 70 kunstwerken, ieder afzonderlijk 2500 à 3500 keer, nauwgezet gefotografeerd met behulp van fotogrammetrie, waardoor bezoekers alle details vanuit vele hoeken kunnen bekijken. De eigenaren van de Collectie Kremer zien dit als de expositiemethode van de toekomst, waarbij de virtuele techniek het mogelijk maakt een zo breed mogelijk publiek te bereiken.